# Fragment d'Okazaki
Pour les articles homonymes, voir Okazaki (homonymie).

Réplication de l'ADN :
(A) lieu de séparation des brins par l'enzyme hélicase ;
(B) brins « parents » ;
(C) amorce ;
(D) brin continu (dit avancé), dans le sens 5' vers 3' ;
(E) brin discontinu (dit retardé), formé de fragments d'Okazaki ;
(F) fragment d'Okazaki.

Les fragments d’Okazaki sont des segments d'acide nucléique qui sont produits lors de la réplication des  chromosomes. Leur existence fut mise en évidence pour la première fois en 1968 par Reiji (en) et Tsuneko Okazaki ainsi que leurs collègues en étudiant la réplication de la bactérie Escherichia coli.
Lors de la réplication, le brin « tardif » est synthétisé de manière discontinue, par petits fragments qui sont ensuite liés les uns aux autres par une ADN ligase. Leur longueur est d’environ 1 500 à 2 000 paires de bases chez Escherichia coli et de 100 à 200 pour les eucaryotes. On a baptisé ces segments « fragments d’Okazaki », du nom de leurs découvreurs. Ce phénomène s'explique par le fait que l'ADN polymérase ne peut polymériser l'ADN que dans le sens 5' → 3', la réplication étant faite au fur et à mesure du déroulement de l'ADN et, les deux brins étant antiparallèles, seul le brin orienté correctement de 3'OH→5'P peut être répliqué "en continu" [c'est le brin "à réplication précoce" alias "brin précoce"], l'autre, inversement orienté 5'P→3'OH, ne peut être répliqué que par fragments successifs donc "en discontinu". 
Pour démarrer la synthèse de l’ADN, l'ADN polymérase nécessite une amorce d'ARN qui est synthétisée par l'ARN Primase, qui est ensuite allongée en ADN. 
Chez les bactéries, l'ADN primase est une enzyme indépendante, tandis que chez les eucaryotes elle est associée au sein du complexe ADN polymérase α/primase, l'ADN polymérase α pouvant allonger l'amorce en ADN. Le fragment d'Okazaki qui résulte de ce processus est une chimère ARN/ADN, dont la partie ARN synthétisée par la primase comporte une dizaine de ribonucléotides. 
La partie amorce ARN est finalement dégradée pour que les fragments d'Okazaki consécutifs puissent être suturés. Suivant les organismes, cette étape est effectuée soit par une ADN polymérase possédant une activité exonucléase 5' → 3' (ADN polymérase I chez les bactéries), soit par une activité de type RNAse H qui ôtera les ribonucléosides et une nucléase de flap (la FEN1) qui ôtera les éventuels désoxyribonucléotides excédentaires, avant qu'une ADN polymérase comble l'espace entre les fragments d'Okazaki. La dernière étape est la suture des fragments par une ADN ligase.